# Lijst van planetoïden 66301-66400
| Naam           | Voorlopige naamgeving | Datum ontdekking | Locatie ontdekking | Ontdekker                 |
| -------------- | --------------------- | ---------------- | ------------------ | ------------------------- |
| (66301) -      | 1999 JF35             | 10 mei 1999      | Socorro            | LINEAR                    |
| (66302) -      | 1999 JP36             | 10 mei 1999      | Socorro            | LINEAR                    |
| (66303) -      | 1999 JG37             | 10 mei 1999      | Socorro            | LINEAR                    |
| (66304) -      | 1999 JV37             | 10 mei 1999      | Socorro            | LINEAR                    |
| (66305) -      | 1999 JD38             | 10 mei 1999      | Socorro            | LINEAR                    |
| (66306) -      | 1999 JG39             | 10 mei 1999      | Socorro            | LINEAR                    |
| (66307) -      | 1999 JV40             | 10 mei 1999      | Socorro            | LINEAR                    |
| (66308) -      | 1999 JX40             | 10 mei 1999      | Socorro            | LINEAR                    |
| (66309) -      | 1999 JX41             | 10 mei 1999      | Socorro            | LINEAR                    |
| (66310) -      | 1999 JZ41             | 10 mei 1999      | Socorro            | LINEAR                    |
| (66311) -      | 1999 JE42             | 10 mei 1999      | Socorro            | LINEAR                    |
| (66312) -      | 1999 JJ43             | 10 mei 1999      | Socorro            | LINEAR                    |
| (66313) -      | 1999 JQ43             | 10 mei 1999      | Socorro            | LINEAR                    |
| (66314) -      | 1999 JQ45             | 10 mei 1999      | Socorro            | LINEAR                    |
| (66315) -      | 1999 JB48             | 10 mei 1999      | Socorro            | LINEAR                    |
| (66316) -      | 1999 JR49             | 10 mei 1999      | Socorro            | LINEAR                    |
| (66317) -      | 1999 JL50             | 10 mei 1999      | Socorro            | LINEAR                    |
| (66318) -      | 1999 JC51             | 10 mei 1999      | Socorro            | LINEAR                    |
| (66319) -      | 1999 JQ51             | 10 mei 1999      | Socorro            | LINEAR                    |
| (66320) -      | 1999 JT51             | 10 mei 1999      | Socorro            | LINEAR                    |
| (66321) -      | 1999 JW51             | 10 mei 1999      | Socorro            | LINEAR                    |
| (66322) -      | 1999 JV52             | 10 mei 1999      | Socorro            | LINEAR                    |
| (66323) -      | 1999 JH53             | 10 mei 1999      | Socorro            | LINEAR                    |
| (66324) -      | 1999 JC55             | 10 mei 1999      | Socorro            | LINEAR                    |
| (66325) -      | 1999 JF55             | 10 mei 1999      | Socorro            | LINEAR                    |
| (66326) -      | 1999 JR55             | 10 mei 1999      | Socorro            | LINEAR                    |
| (66327) -      | 1999 JY56             | 10 mei 1999      | Socorro            | LINEAR                    |
| (66328) -      | 1999 JK58             | 10 mei 1999      | Socorro            | LINEAR                    |
| (66329) -      | 1999 JP58             | 10 mei 1999      | Socorro            | LINEAR                    |
| (66330) -      | 1999 JS59             | 10 mei 1999      | Socorro            | LINEAR                    |
| (66331) -      | 1999 JY59             | 10 mei 1999      | Socorro            | LINEAR                    |
| (66332) -      | 1999 JE60             | 10 mei 1999      | Socorro            | LINEAR                    |
| (66333) -      | 1999 JS60             | 10 mei 1999      | Socorro            | LINEAR                    |
| (66334) -      | 1999 JC61             | 10 mei 1999      | Socorro            | LINEAR                    |
| (66335) -      | 1999 JZ61             | 10 mei 1999      | Socorro            | LINEAR                    |
| (66336) -      | 1999 JB62             | 10 mei 1999      | Socorro            | LINEAR                    |
| (66337) -      | 1999 JP63             | 10 mei 1999      | Socorro            | LINEAR                    |
| (66338) -      | 1999 JV63             | 10 mei 1999      | Socorro            | LINEAR                    |
| (66339) -      | 1999 JW64             | 10 mei 1999      | Socorro            | LINEAR                    |
| (66340) -      | 1999 JX65             | 12 mei 1999      | Socorro            | LINEAR                    |
| (66341) -      | 1999 JK66             | 12 mei 1999      | Socorro            | LINEAR                    |
| (66342) -      | 1999 JA68             | 12 mei 1999      | Socorro            | LINEAR                    |
| (66343) -      | 1999 JV68             | 12 mei 1999      | Socorro            | LINEAR                    |
| (66344) -      | 1999 JS70             | 12 mei 1999      | Socorro            | LINEAR                    |
| (66345) -      | 1999 JK71             | 12 mei 1999      | Socorro            | LINEAR                    |
| (66346) -      | 1999 JU71             | 12 mei 1999      | Socorro            | LINEAR                    |
| (66347) -      | 1999 JW72             | 12 mei 1999      | Socorro            | LINEAR                    |
| (66348) -      | 1999 JC73             | 12 mei 1999      | Socorro            | LINEAR                    |
| (66349) -      | 1999 JF75             | 13 mei 1999      | Socorro            | LINEAR                    |
| (66350) -      | 1999 JS76             | 10 mei 1999      | Socorro            | LINEAR                    |
| (66351) -      | 1999 JU77             | 12 mei 1999      | Socorro            | LINEAR                    |
| (66352) -      | 1999 JS78             | 13 mei 1999      | Socorro            | LINEAR                    |
| (66353) -      | 1999 JP79             | 13 mei 1999      | Socorro            | LINEAR                    |
| (66354) -      | 1999 JM83             | 12 mei 1999      | Socorro            | LINEAR                    |
| (66355) -      | 1999 JN85             | 15 mei 1999      | Socorro            | LINEAR                    |
| (66356) -      | 1999 JG87             | 12 mei 1999      | Socorro            | LINEAR                    |
| (66357) -      | 1999 JN87             | 12 mei 1999      | Socorro            | LINEAR                    |
| (66358) -      | 1999 JW87             | 12 mei 1999      | Socorro            | LINEAR                    |
| (66359) -      | 1999 JP88             | 12 mei 1999      | Socorro            | LINEAR                    |
| (66360) -      | 1999 JQ89             | 12 mei 1999      | Socorro            | LINEAR                    |
| (66361) -      | 1999 JH90             | 12 mei 1999      | Socorro            | LINEAR                    |
| (66362) -      | 1999 JQ90             | 12 mei 1999      | Socorro            | LINEAR                    |
| (66363) -      | 1999 JX91             | 12 mei 1999      | Socorro            | LINEAR                    |
| (66364) -      | 1999 JH92             | 12 mei 1999      | Socorro            | LINEAR                    |
| (66365) -      | 1999 JV92             | 12 mei 1999      | Socorro            | LINEAR                    |
| (66366) -      | 1999 JS95             | 12 mei 1999      | Socorro            | LINEAR                    |
| (66367) -      | 1999 JW95             | 12 mei 1999      | Socorro            | LINEAR                    |
| (66368) -      | 1999 JP98             | 12 mei 1999      | Socorro            | LINEAR                    |
| (66369) -      | 1999 JA103            | 13 mei 1999      | Socorro            | LINEAR                    |
| (66370) -      | 1999 JJ113            | 13 mei 1999      | Socorro            | LINEAR                    |
| (66371) -      | 1999 JT113            | 13 mei 1999      | Socorro            | LINEAR                    |
| (66372) -      | 1999 JV114            | 13 mei 1999      | Socorro            | LINEAR                    |
| (66373) -      | 1999 JW114            | 13 mei 1999      | Socorro            | LINEAR                    |
| (66374) -      | 1999 JO120            | 13 mei 1999      | Socorro            | LINEAR                    |
| (66375) -      | 1999 JF121            | 13 mei 1999      | Socorro            | LINEAR                    |
| (66376) -      | 1999 JH122            | 13 mei 1999      | Socorro            | LINEAR                    |
| (66377) -      | 1999 JJ122            | 13 mei 1999      | Socorro            | LINEAR                    |
| (66378) -      | 1999 JL122            | 13 mei 1999      | Socorro            | LINEAR                    |
| (66379) -      | 1999 JZ123            | 14 mei 1999      | Socorro            | LINEAR                    |
| (66380) -      | 1999 JV124            | 10 mei 1999      | Socorro            | LINEAR                    |
| (66381) -      | 1999 JZ126            | 13 mei 1999      | Socorro            | LINEAR                    |
| (66382) -      | 1999 JC127            | 13 mei 1999      | Socorro            | LINEAR                    |
| (66383) -      | 1999 JK130            | 13 mei 1999      | Socorro            | LINEAR                    |
| (66384) -      | 1999 JO131            | 13 mei 1999      | Socorro            | LINEAR                    |
| (66385) -      | 1999 JY131            | 13 mei 1999      | Socorro            | LINEAR                    |
| (66386) -      | 1999 JJ134            | 15 mei 1999      | Catalina           | CSS                       |
| (66387) -      | 1999 JE136            | 7 mei 1999       | Anderson Mesa      | LONEOS                    |
| (66388) -      | 1999 KF1              | 18 mei 1999      | Socorro            | LINEAR                    |
| (66389) -      | 1999 KP1              | 16 mei 1999      | Kitt Peak          | Spacewatch                |
| (66390) -      | 1999 KL3              | 17 mei 1999      | Kitt Peak          | Spacewatch                |
| (66391) Moshup | 1999 KW4              | 20 mei 1999      | Socorro            | LINEAR                    |
| (66392) -      | 1999 KF10             | 18 mei 1999      | Socorro            | LINEAR                    |
| (66393) -      | 1999 KU10             | 18 mei 1999      | Socorro            | LINEAR                    |
| (66394) -      | 1999 KP11             | 18 mei 1999      | Socorro            | LINEAR                    |
| (66395) -      | 1999 KS12             | 18 mei 1999      | Socorro            | LINEAR                    |
| (66396) -      | 1999 KQ13             | 18 mei 1999      | Socorro            | LINEAR                    |
| (66397) -      | 1999 KP14             | 18 mei 1999      | Socorro            | LINEAR                    |
| (66398) -      | 1999 KS14             | 18 mei 1999      | Socorro            | LINEAR                    |
| (66399) -      | 1999 LH               | 5 juni 1999      | Baton Rouge        | W. R. Cooney Jr., M. Hess |
| (66400) -      | 1999 LT7              | 9 juni 1999      | Socorro            | LINEAR                    |